# Pyrus mazanderanica
Pyrus mazanderanica är en rosväxtart som beskrevs av Schönb.-temesy. Pyrus mazanderanica ingår i släktet päronsläktet, och familjen rosväxter. Inga underarter finns listade i Catalogue of Life.